# Glenea centroguttata
Glenea centroguttata là một loài bọ cánh cứng trong họ Cerambycidae.